# Serrasentis sidaroszakaio
Serrasentis sidaroszakaio är en hakmaskart som beskrevs av Tadros, et al 1979. Serrasentis sidaroszakaio ingår i släktet Serrasentis och familjen Rhadinorhynchidae. Inga underarter finns listade i Catalogue of Life.